# Tyler Posey

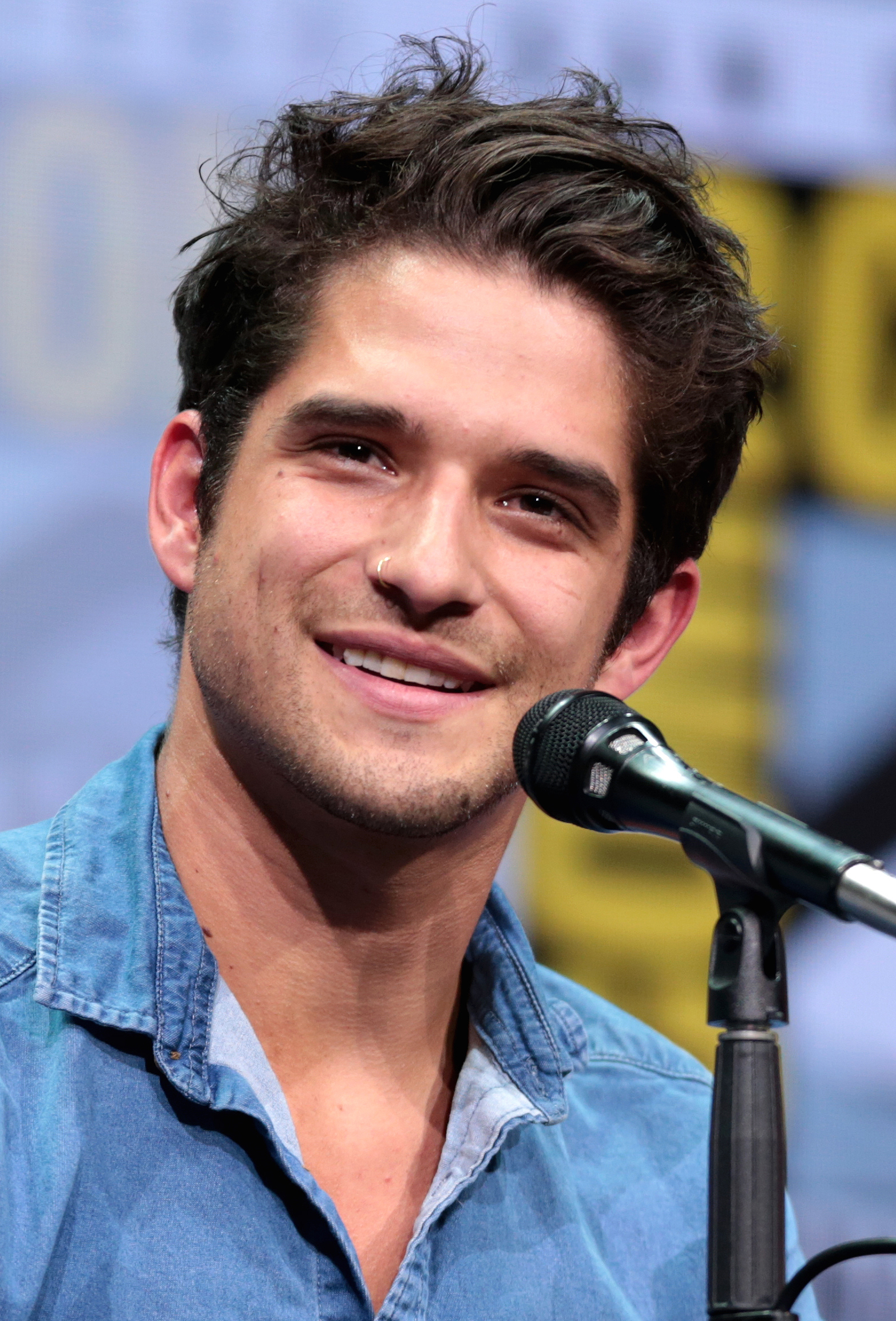
Tyler Posey bei der Comic-Con in San Diego (2017)

Tyler Garcia Posey (* 18. Oktober 1991 in Santa Monica, Kalifornien) ist ein US-amerikanischer Schauspieler und Musiker.

## Leben und Karriere
Posey wurde in Santa Monica als Sohn des Schauspielers John Posey und seiner Frau Cyndi Garcia geboren. Er wuchs in Santa Clarita auf und hat zwei Brüder und eine Schwester. Er besuchte die Hart High School in Santa Clarita.
Von 2001 bis 2004 spielte er die Rolle des Raul Garcia in der Serie Doc. 2002 spielte er an der Seite von Jennifer Lopez deren Filmsohn Ty Ventura in Manhattan Love Story. 2005 spielte er den jungen Abe Wheeler in dem Mehrteiler Into the West – In den Westen. Zwischen 2006 und 2007 hatte er die Nebenrolle des Gabriel Whedon in Brothers & Sisters.
Außerdem hatte er Gastauftritte in Without a Trace – Spurlos verschwunden, Smallville und Sue Thomas: F.B.I. 2011 bekam er die Hauptrolle des Scott McCall in der MTV-Serie Teen Wolf, die er bis zum Ende der Serie weiterspielte.
Er war Frontmann der Band Lost in Kostko, in der er sang und Gitarre spielte. Die Band löste sich im Jahr 2013 auf. Posey ist Frontmann der Rock-Band „Five North“. Er war von 2003 bis 2014 mit der Maskenbildnerin Seana Gorlick liiert, mit der er sich im Juli 2013 verlobt hat. Das Paar trennte sich jedoch Mitte 2014.
Im Oktober 2023 nahm Posey als Hawk an der zehnten Staffel der US-amerikanischen Version von The Masked Singer teil, in der er den zwölften Platz erreichte.

## Filmografie (Auswahl)
- 2001–2004: Doc (Fernsehserie, 86 Folgen)
- 2002: Without a Trace – Spurlos verschwunden (Without a Trace, Fernsehserie, Folge 1x06)
- 2002: Collateral Damage – Zeit der Vergeltung (Collateral Damage)
- 2002: Manhattan Love Story (Maid in Manhattan)
- 2005: Inside Out
- 2005: Into the West – In den Westen (Into the West)
- 2005: Sue Thomas: F.B.I. (Sue Thomas: F.B.Eye, Fernsehserie, Folge 3x12)
- 2006: Smallville (Fernsehserie, Folge 6x09)
- 2006: Veritas, Prince of Truth
- 2006–2007: Brothers & Sisters (Fernsehserie, 4 Folgen)
- 2009: Lincoln Heights (Fernsehserie, 7 Folgen)
- 2010: Legendary – In jedem steckt ein Held (Legendary)
- 2011–2017: Teen Wolf (Fernsehserie, 100 Folgen)
- 2012: White Frog … Kraft unserer Liebe (White Frog)
- 2013: Scary Movie 5
- 2013: The Exes (Fernsehserie, Folge 3x09)
- 2013: Workaholics (Fernsehserie, Folge 3x14)
- 2016: Yoga Hosers
- 2017–2019: Jane the Virgin (Fernsehserie)
- 2018: Wahrheit oder Pflicht (Truth or Dare)
- 2019: The Last Summer
- 2019: Scream (Fernsehserie, 2 Folgen)
- 2019: Now Apocalypse (Fernsehserie, 7 Folgen)
- 2019–2021: Fast & Furious Spy Racers (Fernsehserie, 52 Folgen, Stimme)
- 2020: Stay Alive – Überleben um jeden Preis (Alone)
- 2023: Teen Wolf: The Movie
- 2024: Queen of the Ring
- 2025: Screamboat